# Misis tingitan
Hyponephele maroccana
Espèce
Le Misis tingitan ou Misis marocain (Hyponephele maroccana) est un lépidoptère (papillon) appartenant à la famille des Nymphalidae, à la sous-famille des Satyrinae et au genre Hyponephele.

## Dénomination
Le nom Hyponephele maroccana lui a été donné par Charles Théodore Blachier en 1908.
Synonyme : Epinephele lycaon var. maroccana Blachier, 1908.

### Noms vernaculaires
Le Misis marocain se nomme Moroccan Meadow Brown en anglais.

### Sous-espèces
- Hyponephele maroccana maroccana (Blachier, 1908) dans le Haut-Atlas
- Hyponephele maroccana nivellei (Oberthür, 1920) dans le Moyen-Atlas[1].

## Description
Le Misis marocain est un papillon de taille moyenne au verso de couleur marron clair avec aux antérieures une macule postdiscale orange pouvant être très étendue et, chez le mâle une bande androconiale nette un seul ocelle à l'apex peu visible, chez la femelle uniquement aux antérieures une large bande marginale plus claire portant deux ocelles foncés.
Le revers des antérieures est orangé bordé de grisé avec un ocelle chez le mâle, deux chez la femelle et des postérieures de couleur grisâtre à chamoisé.

## Biologie

### Période de vol et hivernation
Il vole en une génération, de juin à août.

### Plantes hôtes
Ses plantes hôtes sont diverses poacées (graminées).

## Écologie et distribution
Il est présent au Maroc dans le Haut-Atlas pour la forme nominale, dans le Moyen-Atlas pour Hyponephele maroccana nivellei,.

### Biotope
Il fréquente les lieux rocailleux.

### Protection
Il est peu menacé.